# زوشن ۴۹۲۵
سیارک ۴۹۲۵ (به انگلیسی: 4925 Zhoushan، نامگذاری:1981XH2) چهار هزار و نهصد و بیست و پنجمین سیارک کشف شده‌است که در ۳ دسامبر ۱۹۸۱ کشف شد.
قدر مطلق سیارک برابر ۶۴.۵ است.